# Leonard Bett
Leonard Bett (3 de noviembre de 2000) es un deportista de Kenia que compite en atletismo. Ganó una medalla de plata en el Campeonato Mundial de Atletismo Sub-20 de 2018, en la prueba de 3000 m obstáculos.